# Echanella purpurea
Echanella purpurea är en fjärilsart som beskrevs av George Thomas Bethune-Baker 1908. Echanella purpurea ingår i släktet Echanella och familjen nattflyn. Inga underarter finns listade i Catalogue of Life.